# Маркус Нільсон
Маркус Нільсон (швед. Marcus Nilson, нар. 1 березня 1978, Больста) — шведський хокеїст, що грав на позиції крайнього нападника. Грав за збірну команду Швеції.
Провів понад 500 матчів у Національній хокейній лізі. 

## Ігрова кар'єра
Хокейну кар'єру розпочав на батьківщині 1994 року виступами за команду «Юргорден».
1996 року був обраний на драфті НХЛ під 20-м загальним номером командою «Флорида Пантерс». У 1998 приєднується до «пантер» але наступні два сезони проводить в АХЛ, де виступає за «Біст оф Нью-Гейвен» та «Луїсвілл Пантерс».
8 березня 2004 його обмінюють до «Калгарі Флеймс» у свою чергу останні отримали право на вибір у драфті 2004 Девіда Бута. Після чотирьох сезонів у складі «Флеймс» він перейшов до російського клубу «Локомотив» (Ярославль), де провів один сезон.
У сезоні 2009/10 він втретє повертається до рідної команди «Юргорден» уклавши однорічний контракт. Відігравши три роки за стокгольмський клуб він переходить до ГВ-71, а через три роки повертається до «Юргордена», де і завершив кар'єру гравця.
Загалом провів 555 матчів у НХЛ, включаючи 34 гри плей-оф Кубка Стенлі.
Був гравцем молодіжної збірної Швеції, у складі якої брав участь у 30 іграх. Виступав за національну збірну Швеції, на головних турнірах світового хокею провів 32 гри в її складі.

## Статистика

### Клубні виступи
| Сезон        | Клуб                    | Ліга         | Регулярний сезон | Регулярний сезон | Регулярний сезон | Регулярний сезон | Регулярний сезон | Плей-оф | Плей-оф | Плей-оф | Плей-оф | Плей-оф |
| Сезон        | Клуб                    | Ліга         | І                | Г                | П                | О                | ШХ               | І       | Г       | П       | О       | ШХ      |
| ------------ | ----------------------- | ------------ | ---------------- | ---------------- | ---------------- | ---------------- | ---------------- | ------- | ------- | ------- | ------- | ------- |
| 1994–95      | «Юргорден»              | J20          | 24               | 7                | 8                | 15               | 22               | —       | —       | —       | —       | —       |
| 1995–96      | «Юргорден»              | J20          | 25               | 19               | 17               | 36               | 46               | —       | —       | —       | —       | —       |
| 1995–96      | «Юргорден»              | Елітсерія    | 12               | 0                | 0                | 0                | 0                | 1       | 0       | 0       | 0       | 0       |
| 1996–97      | «Юргорден»              | J20          | 12               | 10               | 8                | 18               | 4                | —       | —       | —       | —       | —       |
| 1996–97      | «Юргорден»              | Елітсерія    | 37               | 0                | 3                | 3                | 33               | 4       | 0       | 0       | 0       | 0       |
| 1997–98      | «Юргорден»              | Елітсерія    | 41               | 4                | 7                | 11               | 18               | 15      | 2       | 1       | 3       | 16      |
| 1998–99      | «Флорида Пантерс»       | НХЛ          | 8                | 1                | 1                | 2                | 5                | —       | —       | —       | —       | —       |
| 1998–99      | «Біст оф Нью-Гейвен»    | АХЛ          | 69               | 8                | 25               | 33               | 10               | —       | —       | —       | —       | —       |
| 1999–00      | «Луїсвілл Пантерс»      | АХЛ          | 64               | 9                | 23               | 32               | 52               | 4       | 0       | 0       | 0       | 2       |
| 1999–00      | «Флорида Пантерс»       | НХЛ          | 9                | 0                | 2                | 2                | 2                | —       | —       | —       | —       | —       |
| 2000–01      | «Флорида Пантерс»       | НХЛ          | 78               | 12               | 24               | 36               | 74               | —       | —       | —       | —       | —       |
| 2001–02      | «Флорида Пантерс»       | НХЛ          | 81               | 14               | 19               | 33               | 55               | —       | —       | —       | —       | —       |
| 2002–03      | «Флорида Пантерс»       | НХЛ          | 82               | 15               | 19               | 34               | 31               | —       | —       | —       | —       | —       |
| 2003–04      | «Флорида Пантерс»       | НХЛ          | 69               | 6                | 13               | 19               | 26               | —       | —       | —       | —       | —       |
| 2003–04      | «Калгарі Флеймс»        | НХЛ          | 14               | 5                | 0                | 5                | 14               | 26      | 4       | 7       | 11      | 12      |
| 2004–05      | «Юргорден»              | Елітсерія    | 48               | 17               | 22               | 39               | 110              | 7       | 1       | 2       | 3       | 10      |
| 2005–06      | «Калгарі Флеймс»        | НХЛ          | 70               | 6                | 11               | 17               | 32               | —       | —       | —       | —       | —       |
| 2006–07      | «Калгарі Флеймс»        | НХЛ          | 63               | 5                | 10               | 15               | 27               | 6       | 0       | 0       | 0       | 2       |
| 2007–08      | «Калгарі Флеймс»        | НХЛ          | 47               | 3                | 2                | 5                | 4                | 2       | 0       | 0       | 0       | 0       |
| 2008–09      | «Локомотив» (Ярославль) | КХЛ          | 36               | 5                | 3                | 8                | 30               | 15      | 3       | 1       | 4       | 28      |
| 2009–10      | «Юргорден»              | Елітсерія    | 53               | 24               | 27               | 51               | 32               | 16      | 4       | 9       | 13      | 6       |
| 2010–11      | «Юргорден»              | Елітсерія    | 39               | 7                | 16               | 23               | 38               | 7       | 0       | 3       | 3       | 2       |
| 2011–12      | «Юргорден»              | Елітсерія    | 51               | 11               | 21               | 32               | 45               | —       | —       | —       | —       | —       |
| 2012–13      | ГВ-71                   | Елітсерія    | 53               | 18               | 16               | 34               | 37               | 5       | 0       | 1       | 1       | 0       |
| 2013–14      | ГВ-71                   | ШХЛ          | 54               | 5                | 12               | 17               | 22               | 2       | 0       | 0       | 0       | 0       |
| 2014–15      | ГВ-71                   | ШХЛ          | 22               | 3                | 2                | 5                | 20               | —       | —       | —       | —       | —       |
| 2014–15      | «Юргорден»              | ШХЛ          | 7                | 1                | 2                | 3                | 2                | —       | —       | —       | —       | —       |
| Усього в ШХЛ | Усього в ШХЛ            | Усього в ШХЛ | 416              | 90               | 128              | 218              | 357              | 57      | 7       | 16      | 23      | 34      |
| Усього в НХЛ | Усього в НХЛ            | Усього в НХЛ | 521              | 67               | 101              | 168              | 270              | 34      | 4       | 7       | 11      | 14      |

### Збірна
| Рік                | Команда            | Турнір             | Місце              | І  | Г  | П  | О  | ШХ |
| ------------------ | ------------------ | ------------------ | ------------------ | -- | -- | -- | -- | -- |
| 1995               | Швеція             | ЮЧЄ18              | 3                  | 5  | 4  | 4  | 8  | 0  |
| 1996               | Швеція             | ЮЧЄ18              | 3                  | 5  | 3  | 5  | 8  | 10 |
| 1996               | Швеція             | МЧС                | 2                  | 7  | 3  | 5  | 8  | 12 |
| 1997               | Швеція             | МЧС                | 8-е                | 6  | 0  | 4  | 4  | 29 |
| 1998               | Швеція             | МЧС                | 6-е                | 7  | 3  | 5  | 8  | 4  |
| 2003               | Швеція             | ЧС                 | 2                  | 1  | 0  | 0  | 0  | 0  |
| 2004               | Швеція             | КС                 | 5-е                | 4  | 1  | 0  | 1  | 4  |
| 2008               | Швеція             | ЧС                 | 4-е                | 9  | 4  | 2  | 6  | 2  |
| 2009               | Швеція             | ЧС                 | 3                  | 9  | 3  | 3  | 6  | 6  |
| 2010               | Швеція             | ЧС                 | 3                  | 9  | 1  | 1  | 2  | 2  |
| Молодіжна збірна   | Молодіжна збірна   | Молодіжна збірна   | Молодіжна збірна   | 30 | 13 | 23 | 36 | 55 |
| Національна збірна | Національна збірна | Національна збірна | Національна збірна | 32 | 9  | 6  | 15 | 14 |